# Escuela de Palo Alto

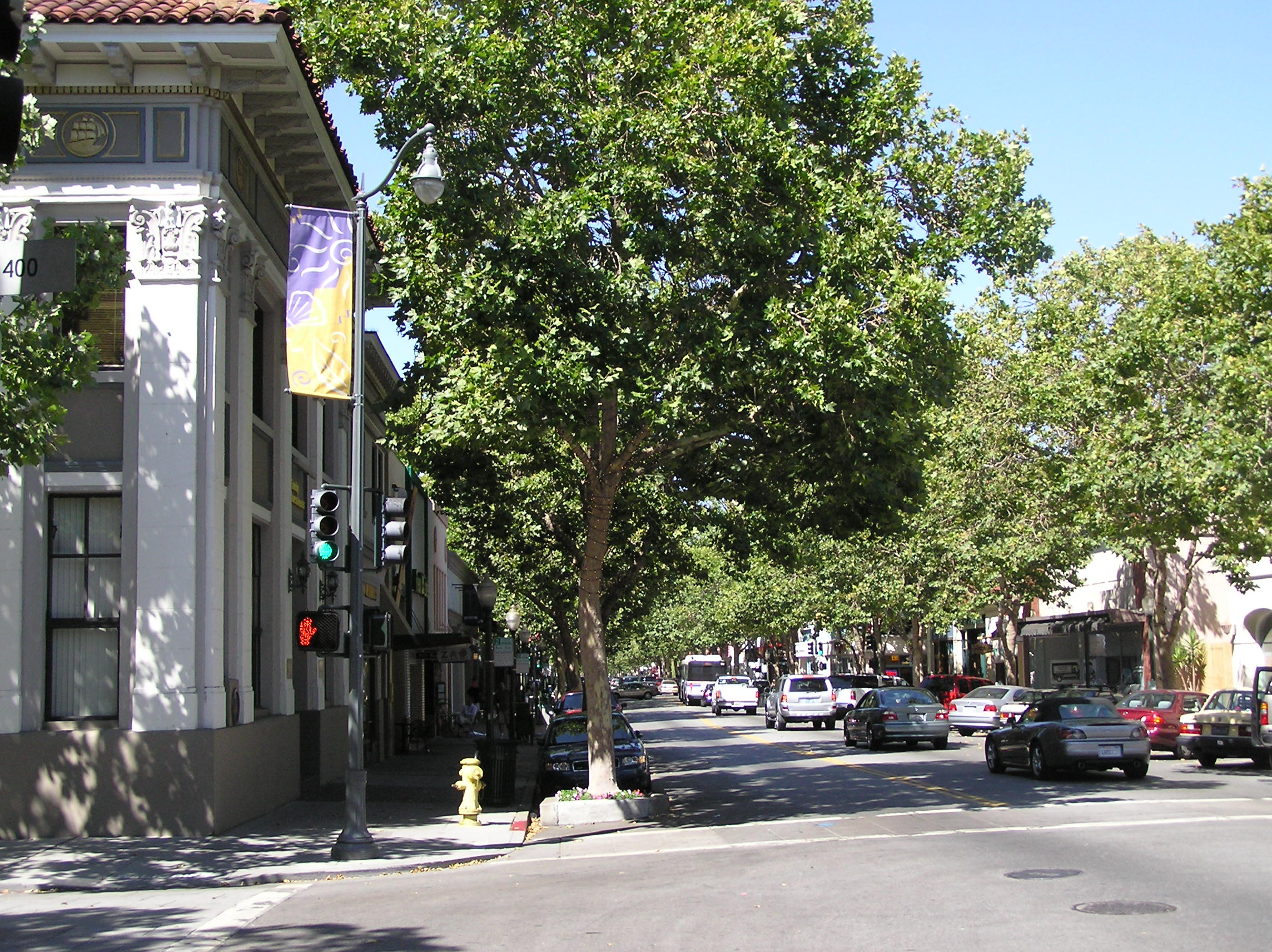
University Avenue, en Palo Alto, California.

La Escuela de Palo Alto "Colegio Invisible" puede incluirse en la Perspectiva Interpretativa y está relacionada con el Interaccionismo simbólico. Ambas corrientes destacan por considerar la comunicación como una interacción social, más que en función de sus contenidos. Se centra en la defensa de que las relaciones sociales son establecidas directamente por sus participantes como sujetos que interactúan, así que la comunicación puede entenderse como la base de toda relación personal. La importancia de la Escuela de Palo Alto en el desarrollo de las teorías de la comunicación es destacada por algunos autores, como por ejemplo Valbuena, que la considera como base de los conocimientos gnoseológicos de la Teoría General de la Información. Sus principales representantes son Gregory Bateson, Ray Birdwhistell, Don D. Jackson, Stuart Sigman, Albert Scheflen, Paul Watzlawick, Edward T. Hall y Erving Goffman.

## Contexto fundacional
En los años 60 comienzan a manifestarse en todo el mundo movimientos de liberación popular nacionalistas y grandes revueltas civiles como el movimiento antibélico en los Estados Unidos, en contra de la guerra de Vietnam.
La comunicación de masas también adquiere un avance importante y un ejemplo clave es la televisación de la llegada del hombre a la luna. En este contexto surgió en EE. UU. la Escuela de Palo Alto o “Invisible”.
Esta escuela, junto con muchas otras de América y Europa, surgió para dar respuesta a problemáticas de comunicación. El desarrollo de sus teorías surgen en las décadas 50´ y 60´ en un mundo arbitrado por dos grandes potencias como EE. UU. y la U.R.S.S en la llamada Guerra Fría. En esta época, la economía mundial transitaba por un proceso de recuperación, sobre todo en Europa, y el mundo contemplaba el surgimiento de un gigante como EE. UU., marcado por la concentración de las industrias de la información, de la publicidad y de servicios de comunicación no publicitaria para empresas e instituciones, la creación de grandes cadenas comerciales y de comunicación masiva.
Se había desarrollado la lingüística, la gramática, la fonética, la literatura y las formas literarias, la crítica literaria, el cine y el lenguaje cinematográfico, la fotografía y la composición, algunos aspectos de la teoría semiótica, algunos aspectos del comportamiento humano vistos desde la psicología, algunos aspectos del origen de ciertos comportamientos del hombre estudiados desde lo biológico, algunos comportamientos de los grupos humanos y las sociedades vistos desde la sociología.

## Historia
La Escuela de Palo Alto tiene sus orígenes en Palo Alto una pequeña ciudad muy cerca del Sur de San Francisco, en esta ciudad, Don D. Jackson, psiquiatra, decidió fundar el Mental Research Institute en 1959. Paul Watzlawick se incorporó en 1962. Cuando ambos comenzaron a investigar acerca de la esquizofrenia y diversas patologías relacionadas con la comunicación, terminaron por elaborar una teoría de la comunicación interpersonal que tuvo gran relevancia en los años 60 y 70 (en los años 60 fueron sus mayores aportes). En los años 80 se dio por terminada esta escuela aunque hoy en día se sigue estudiando y participando en menor medida.
Un aspecto muy importante que influenció en la creación de esta escuela fue el estallido de la Segunda Guerra Mundial en 1939, que generó cambios a nivel político, social y tecnológico en los Estados Unidos y alrededores. También se destaca la creación de la radio FM, la creación de la primera bomba atómica y la aparición de los movimientos conocidos como hippies que se expandieron rápidamente en todo el mundo.

## Principales referentes
Sus principales representantes, Gregory Bateson, Ray Birdwhistell, Don D. Jackson, Stuart Sigman, Albert Scheflen, Paul Watzlawick, Edward T. Hall y Erving Goffman proceden de diversas disciplinas, aunque las más destacadas son la antropología y la psiquiatría. Y forman parte del grupo de investigadores que, a partir de los años 40, se opusieron a la Teoría Matemática de la Comunicación de Claude E. Shannon y Warren Weaver. Todos ellos aportan una alternativa al modelo lineal de la teoría matemática y ven la comunicación como el fenómeno social de la puesta en común y la participación.

### Paul Watzlawick (1921-2007)
Nació en Villach, Austria en el año 1921. Estudio en la universidad de Venecia las carreras de filosofía y lenguas modernas, y, posteriormente hizo prácticas de psicoterapia en el Carl Jung-Institut de Zúrich, Suiza. A la edad de 36 comenzó a ejercer como docente en la universidad de San Salvador y luego se integró en el Mental Research Institute en Palo Alto, California. Permaneció en Palo Alto hasta el final de su carrera académica en donde también enseñó en la universidad de Standford. Fue uno de los principales autores de la Teoría de la comunicación humana y del constructivismo radical, y de importante referencia en el campo de la terapia Sistemática y la psicoterapia.
Junto a dos colegas (Jackson y Beavin) publicó Human communication en el año 1969. En este libro crean las bases de su construccionismo sistemático, el cual abarcara la comunicación y como se percibe la realidad. El 31 de marzo de 2007 fallece en Palo Alto, California luego de llevar tiempo sufriendo una grave enfermedad.
En su vida escribió varios libros, entre los más conocidos (varios de los cuales fueron traducidos al español) encontramos: Teoría de la comunicación, Cambio, El lenguaje del cambio, La realidad inventada y muchos otros.
Menciona dos realidades: la física, y la de segundo rango, en la cual interviene la subjetividad compleja del significado que le damos. Se llega a la conclusión de que no hay una sola “realidad real” sino varias representaciones de la realidad, las cuales se ven influenciadas por los estados “patológicos”.
En su carrera escribe cinco axiomas relacionados con la teoría de la comunicación humana:
1. Es imposible no comunicarse: Todo comportamiento es una forma de comunicación. Como no existe forma contraria al comportamiento («no comportamiento» o «anticomportamiento»), tampoco existe «no comunicación».
2. Toda comunicación tiene un nivel de contenido y un nivel de relación, de tal manera que el último clasifica al primero, y es, por tanto, una metacomunicación: Esto significa que toda comunicación tiene, además del significado de las palabras, más información sobre cómo el que habla quiere ser entendido y que le entiendan, así como, cómo la persona receptora va a entender el mensaje; y cómo el primero ve su relación con el receptor de la información. Por ejemplo, el comunicador dice: «Cuídate mucho». El nivel de contenido en este caso podría ser evitar que pase algo malo y el nivel de relación sería de amistad-paternalista.
3. La naturaleza de una relación depende de la gradación que los participantes hagan de las secuencias comunicacionales entre ellos: el emisor y receptor inician una comunicación en la cual cada uno interpretaran su propio comportamiento como mera relación ante del otro. A su vez, cada uno cree que su conducta es la causa de la conducta del otro, algo que no es así. El proceso es más bien cíclico (no solo causa-efecto)
4. La comunicación humana implica dos modalidades: la digital y la analógica. La digital posee un carácter más abstracto, se limita al lenguaje, a las palabras habladas (lo que se dice); mientras que la comunicación analógica es la comunicación no verbal (lo que se quiere decir) se construye a partir del contenido y el contexto. Es por esta razón por la cual Watzlawick dice que comunicar es un proceso de interacción que forma el conocimiento.
5. Los intercambios comunicacionales pueden ser tanto simétricos como complementarios: esto depende si la relación entre las personas está basada en intercambios igualitarios (conducta recíproca), o si está basada en intercambios aditivos en donde uno y otro se complementan produciendo un acoplamiento reciproco de la relación. Una relación complementaria presenta algún tipo de autoridad como padre e hijo, mientras que una relación simétrica es la que presenta series de iguales condiciones (entre hermanos o amigos).[2]

### Erving Goffman (1922-1982)
Goffman nació en Mannville, Canadá el 11 de junio de 1922. Estudió sociología y también fue escritor, es considerado el padre de la microsociologia. Sus estudios se concentraron en las unidades mínimas de interacción entre personas (grupos reducidos), fue así como se diferenció de los estudios sociológicos hechos hasta el momento.
Es considerado uno de los más importantes sociólogos del siglo XX junto con Max Weber, Durkheim y Mead. Su mayor interés fue estudiar la influencia de los significados y los símbolos sobre la acción y la interacción humana.
En 1945 obtuvo su maestría en arte en la universidad de Toronto. Luego cursó la carrera y doctorado en la Universidad de Chicago en 1949 y 1953.
En 1959 publicó su estudio más representativo La presentación de la persona en la vida cotidiana. En 1974 escribe el libro Frame Analysis, en el que describe su teoría de los marcos. Sobre la base de las cuales forma las fachadas simbólicas, nacionales, sociales, grupales o personales que proyectan rasgos de personalidad distintiva, con la capacidad de dramatización e interlocución y que fijan las condiciones previas de interacción en una comunicación. En cada marco hay un conjunto de relaciones dialécticas que interactúan a través de las estructuras del lenguaje y el conocimiento. La interlocución se despliega a través de la apariencia y modales que, para Goffman, son la fachada de la clase, grupo o individuo, la cual está implícita en la posición social, la naturaleza del lenguaje y el poder de interlocución.
En 1982 - meses antes de su muerte - fue nombrado presidente de La American Sociological Association. Falleció el 19 de noviembre de 1982 en Pensilvania, Estados Unidos luego de sufrir cáncer estomacal.

### Gregory Bateson (1904-1980)
Nació en Grantchester, Reino Unido el 9 de mayo de 1904. Entre 1917 y 1921 estudio Zoología en Charterhouse School de Londres, luego, estudio Biología en el St. John´s Collage de Cambridge. Mientras estudiaba, realizó sus primeros trabajos de campo en Nueva Guinea, el cual continúo en Bali con su esposa Margaret Mead. En 1939 se trasladó a Estados Unidos en donde, unos años más tarde (1949) trabajó en la Langley Porter Clinic de San Francisco como investigador en psiquiatría y comunicaciones. Dos años más tarde publicó junto a Ruesch el libro Comunicación: la matriz social de la psiquiatría. Posteriormente, profundizó en los procesos de la comunicación animal interespecies, siendo profesor de antropología en la Universidad de Standford. 
Bateson nunca formó oficialmente parte del Mental Research Institute de Palo Alto, sin embargo siempre estuvo cerca y mantuvo contacto directo con los investigadores.
En 1964 se mudó a Hawái, donde fue nombrado jefe del departamento de biología del Oceanic Institute de Waimanalo. Entre 1972 y 1978 fue profesor de antropología y etnografía en la Universidad de California. Sus dos últimos años de vida transcurrieron en el Esalen Institute de California.
Bateson es más conocido por el desarrollo de la teoría del doble vínculo de la esquizofrenia, junto con uno de los líderes en teoría de la comunicación, Paul Watzlawick, su colega del Mental Research Institute (MRI) de Palo Alto, y por ser el esposo de la prestigiosa antropóloga Margaret Mead. También, contribuyó en el campo de la terapia familiar y la programación neurolingüística.
La cibernética y la comunicación adquieren, para Bateson, un mayor valor como instrumento para acceder, aprehender e intervenir la realidad. Compara mente y cuerpo con software y hardware, con lo cual los procesos, estados y patologías mentales pueden ser analizados desde una observación cuidadosa del cuerpo. Posteriormente, con la enunciación de la teoría de doble vínculo, intentó analizar las reacciones esquizofrénicas correspondientes a las contradicciones informativas que se dan en la comunicación madre e hijo, además de cómo es el flujo de la información, la interacción y la retroalimentación comunicativa en dicha relación, con el fin de encontrar métodos terapéuticos para tratar diversos problemas.
Bateson luego formuló una teoría sistemática de la comunicación y a partir de esta fijó las bases para la creación de una clínica sistémica. La teoría se basaba en la concepción de que las personas llegan a realidades de significado por medio del lenguaje. Los principales aportes de Bateson son:
- La teoría el doble vínculo en la génesis de la esquizofrenia
- La teoría de la comunicación: destaca la importancia del contexto en los patrones y la forma de la comunicación.
- La epistemología: la aplicación cibernética a seres vivos y sistemas sociales.

Falleció en San Francisco, Estados Unidos el 4 de julio de 1980.

### Edward T. Hall (1914-2009)
Hall nació el 6 de mayo de 1914. Fue un respetado antropólogo estadounidense e investigador intercultural. Enseñó en la Universidad de Denver, Colorado, Bennington College en Vermont y la Harvard Business School, entre otros centros. La Segunda Guerra Mundial (en la cual participó) da raíz a sus investigaciones sobre las percepciones culturales del espacio.
Entre los años 1933 y 1937 vivió y trabajó en Navajo y Hopi en reservas de indios al noroeste de Arizona. En 1936 obtuvo la licenciatura en antropología en la universidad de Denver y dos años más tarde un diploma de la Universidad de Arizona.
Narró las experiencias de su trabajos en Navaro y Hopi en su autobiografía West of the Thirties. Recibió un doctorado de la Universidad de Columbia en 1942 y luego continuó su trabajo en Europa, el Medio Oriente y Asia. Durante los años 50 trabajó para el Departamento de Estado de los Estados Unidos enseñando estrategias de comunicación intercultural a personal diplomático, desarrolló el concepto de culturas de "alto-contexto" y "bajo-contexto", y escribió muchos libros prácticos populares para lidiar con problemas interculturales.
Para finalizar, Hall marca distintas situaciones y posiciones según las distancias, la íntima, la personal, la social y la pública. Fue así como quiso explicar que cada individuo está sujeto a la dimensión que lo rodea. Denominó esta área “burbuja invisible”.
Falleció el 20 de julio de 2009.

### Jurgen Ruesch
Fue un escritor, psiquiatra y académico suizo-estadounidense nacido en 1909; interesado, principalmente, en los problemas de la comunicación. Fue profesor de psiquiatría en la Escuela de Medicina de la Universidad de California y director de la sección de psiquiatría social del Instituto Neuropsiquiátrico Langley Porter en San Francisco.
En 1948, Jurgen Ruesch caracterizó la personalidad infantil con rasgos de pasividad, dependencia, impulsividad, somatización de sus estados afectivos, tendencias masoquistas y limitación de sus aptitudes sociales e interpersonales, como alexitímica (etimológicamente: A: privativo, falta; Lexis: lenguaje, palabras; Timos: emoción), para designar la incapacidad que tienen algunas personas de verbalizar y expresar sus afectos, así como de elaborar fantasías. Trinidad

## Aportes
El principal aporte de la corriente es que el concepto de comunicación incluye todos los procesos a través de los cuales la gente se influye mutuamente (Bateson y Ruesch, 1984). La comunicación fue estudiada como un proceso permanente y multidimensional, un conjunto integrado, que no se puede comprender sin el contexto determinado en el que sucede el acto comunicativo. Bateson y Ruesch definen la comunicación como " la matriz en la se encajan todas las actividades humanas". Creen en la comunicación como un proceso social permanente que integra un gran número de modos de comportamiento, como pueden ser: la palabra, el gesto, la mirada y el espacio individual. 
Watzlawick establece una relación de doble vínculo, que es una paradoja pragmática. Este doble vínculo está relacionado con tres principios:
- Al entrar en contacto dos sistemas de significación en una comunicación intercultural uno se da cuenta de que no está capacitado de transmitir con exactitud aquello que desea hacer llegar o producir el efecto que desea.
- Aprender una lengua o una información sobre una cultura se hace más sencillo que la adaptación e interiorización de valores o de emociones de otra cultura que no es la propia.
- Que se intente respaldar la interculturalidad y del mismo modo rechazar la asimilación de formas culturales ajenas en la propia cultura, es una paradoja.

Los axiomas de los que parten en sus estudios son fundamentalmente cinco: 
- La imposibilidad de no comunicar, la esencia de la comunicación se encuentra en el hecho del proceso de relación e interacción.
- «Toda comunicación tiene un aspecto de contenido y un aspecto relacional tales que el segundo clasifica al primero, y es, por ende, una metacomunicación.» (Watzlawick, Beavin y Jackson). Todo tipo de comportamiento tiene valor comunicativo, y por tanto, en cualquier tipo de interacción se establece comunicación.
- En un hecho determinado de interacción, los participantes del acto comunicativo establecen una secuencia de los hechos a su modo.
- «Los seres humanos se comunican tanto digital como analógicamente. El lenguaje digital cuenta con una sintaxis lógica sumamente compleja y poderosa pero carece de una semántica adecuada en el campo de la relación, mientras que el lenguaje analógico posee la semántica pero no una sintaxis adecuada para la definición inequívoca de la naturaleza de las relaciones.» (Paul Watzlawick, Beavin y Jackson) Este axioma hace referencia a la falta de analogía entre las palabras usadas para designar la realidad, y la realidad designada, por ello existen dos tipos de lenguaje: analógico (onomatopeyas, ya que se parecen a la realidad) y digital (resto de los vocablos).

- «Todos los intercambios comunicacionales son simétricos o complementarios, según estén basados en la igualdad o la diferencia.» (Watzlawick, Beavin y Jackson) Es decir, que existen dos tipos de intercambios comunicacionales: en los simétricos la relación es de igualdad entre los interactuantes, mientras que en la complementaria hay una diferencia marcada entre ellos.

### Conceptos sobre los que trabaja
Sustrato biológico: Todo ser humano tiene una esencia biológica. Un origen y base biológica aún presente que tiene sus orígenes desde miles de años atrás, desde el momento mismo del inicio del proceso de hominización. Esto quiere decir que el ser humano conserva aún en su esencia comportamientos, actitudes y manifestaciones ancestrales. Algunos de estos comportamientos son los llamados instintivos, como la reacción instintiva a la conservación y la defensa de un espacio o un territorio.
Interacción: Concepto clave para esta escuela. Relaciones entre individuos en contextos específicos: toda relación o interacción depende del contexto. El momento y las características del lugar influyen en la manera en que las personas se comportan y la manera en que se comunican y cómo reaccionan unos con otros. Es decir, reaccionamos de manera diferente según el lugar donde estemos, según las personas con las que estemos y el tipo de situación, acontecimiento o lo que este ocurriendo en ese momento.